# Distritos de Ámsterdam

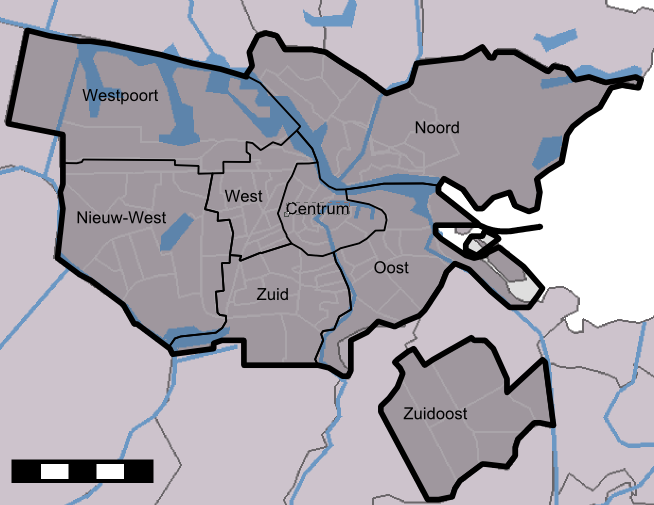
Distritos de Ámsterdam.

Los distritos (stadsdelen) de Ámsterdam son las ocho subdivisiones principales del municipio de Ámsterdam, capital de los Países Bajos. Cada distrito está gobernado por un comité de distrito elegido directamente (bestuurscommissie). Los primeros distritos de Ámsterdam se crearon en 1981, creándose el resto durante los años posteriores. La última área a la que se le concedió el estatus de distrito fue Amsterdam-Centrum (2002). Este sistema de ocho distritos que cubren toda el área de Ámsterdam es el resultado de una importante reforma llevada a cabo en 2010. Los actuales distritos tienen una población de entre 80.000 y 140.000 habitantes, que equivale a un municipio de tamaño medio de los Países Bajos.

## Lista de distritos
Desde 2010, los ocho distritos de Ámsterdam son:
- Amsterdam Centrum
- Amsterdam Noord
- Amsterdam Nieuw-West
- Amsterdam Oost
- Amsterdam West
- Amsterdam Westpoort
- Amsterdam Zuid
- Amsterdam Zuidoost